# Szampan
Szampan è un singolo della cantante polacca Sanah, pubblicato il 3 gennaio 2020 come primo estratto dal primo album in studio Królowa dram.

## Promozione
Sanah ha eseguito la canzone in un medley con No sory nell'ambito della versione polacca di The Voice il 5 dicembre 2020.

## Video musicale
Il video musicale, reso disponibile in concomitanza con l'uscita del brano, è stato prodotto dai Dreams Studio Więcej.

## Tracce
Testi di Magdalena Wójcik, musiche di Sanah e Jakub Galiński.
1. Szampan – 3:20

## Formazione
- Sanah – voce
- Jakub Galiński – produzione, missaggio

## Classifiche

### Classifiche settimanali
| Classifica (2020) | Posizione massima |
| ----------------- | ----------------- |
| Polonia           | 1                 |

### Classifiche di fine anno
| Classifica (2020) | Posizione |
| ----------------- | --------- |
| Polonia           | 2         |